# Buncey
Buncey – miejscowość i gmina we Francji, w regionie Burgundia-Franche-Comté, w departamencie Côte-d’Or. Przez miejscowość przepływa Sekwana.
Według danych na rok 1990 gminę zamieszkiwało 395 osób, a gęstość zaludnienia wynosiła 15 osób/km² (wśród 2044 gmin Burgundii Buncey plasuje się na 532. miejscu pod względem liczby ludności, natomiast pod względem powierzchni na miejscu 247.).